# Веруно
Веруно (італ. Veruno, п'єм. Vrun) — муніципалітет в Італії, у регіоні П'ємонт,  провінція Новара.
Веруно розташоване на відстані близько 530 км на північний захід від Рима, 100 км на північний схід від Турина, 29 км на північ від Новари.
Населення — 1898 осіб (2014).
Щорічний фестиваль відбувається 13 січня. Покровитель — San Ilario.

## Демографія
Населення за роками:

Станом на 31 грудня 2014 року в муніципалітеті офіційно проживав 91 іноземець з 15 країн, серед них 48 громадян країн Євросоюзу та 5 громадян України.

## Сусідні муніципалітети
- Аграте-Контурбія
- Богоньо
- Борго-Тічино
- Боргоманеро
- Коміньяго
- Гаттіко